# Richard Boyle, 1:e earl av Burlington
Richard Boyle, 1:e earl av Burlington, 2:e earl av Cork, född den 20 oktober 1612, död den 15 januari 1698, var en angloirländsk militär, son till Richard Boyle, 1:e earl av Cork, far till Charles Boyle, 3:e viscount Dungarvan, farfar till Charles Boyle, 2:e earl av Burlington och farfarsfar till Richard Boyle, 3:e earl av Burlington.
Burlington hjälpte sin fader vid upprorets kuvande på södra Irland, stod högt i gunst hos Karl I och deltog på den kungliga sidan i inbördeskriget, försträckte Karl II mycket pengar under dennes första regeringsår samt ställde på ålderdomen sitt stora inflytande i Vilhelm III:s tjänst under dennes kamp för sin nyvunna trons befästande.